# Prostřední Lipka (przystanek kolejowy)
Prostřední Lipka – przystanek kolejowy w Prostřední Lipka, w kraju pardubickim, w Czechach. Położony jest na linii kolejowej Dolní Lipka – Hanušovice. Znajduje się na wysokości 580 m n.p.m. W bliskiej odległości od przystanku zlokalizowane jest muzeum wojskowe.
Na przystanku nie ma możliwości zakupu biletu, a obsługa podróżnych odbywa się w pociągu.

## Linie kolejowe
- 025 Dolní Lipka - Hanušovice